# Bulbophyllum flavorubellum
Bulbophyllum flavorubellum là một loài phong lan thuộc chi Bulbophyllum.